# Psaironeura tenuissima
Psaironeura tenuissima är en trollsländeart som först beskrevs av Selys 1886.  Psaironeura tenuissima ingår i släktet Psaironeura och familjen Protoneuridae. Inga underarter finns listade i Catalogue of Life.